# Osiedle miejskie chisławickie
Chisławiczskoje (ros. Хиславичское городское поселение) – jednostka administracyjna (osiedle miejskie) wchodząca w skład rejonu chisławiczskiego w оbwodzie smoleńskim w Rosji.
Centrum administracyjnym osiedla miejskiego jest osiedle typu miejskiego Chisławiczi.

## Geografia
Powierzchnia osiedla miejskiego wynosi 13,32 km², a główną jego rzeką jest Soż. Przez terytorium jednostki przechodzi droga regionalna 66A-2 (Chisławiczi – granica z Białorusią).

## Historia
Osiedle powstało na mocy uchwały obwodu smoleńskiego z 20 grudnia 2004 r., z późniejszymi zmianami – uchwała z dnia 20 grudnia 2018 roku.

## Demografia
W 2020 roku osiedle miejskie zamieszkiwało 3812 osób.

## Miejscowości
W skład jednostki administracyjnej wchodzą 3 osiedla: Chisławiczi, Kirpicznyj Zawod i Frołowo.